# Victor Bérard
Victor Bérard (Morez (Jura), 10 d'agost de 1864 - París, 13 de novembre de 1931), fou un hel·lenista, diplomàtic i polític francès. És sobretot conegut per la seva traducció de l'Odissea d'Homer, així com per les seves temptatives de reconstrucció dels viatges d'Ulisses.

## Biografia
Fill de Jean Baptiste Bérard, farmacèutic a Morez, el seu germà petit, Léon Bérard, professor a la facultat de medicina de Lió, era un reputat oncòleg.
Victor Bérard fou deixeble de l'Escola normal superior de 1884 a 1887. A continuació esdevingué membre de l'Escola francesa d'Atenes de 1887 a 1890. En aquesta condició feu nombroses estades a l'Imperi Otomà i es preocupà per lapersecució dels armenis i per la protecció de les minories cristianes en aquest Estat, aleshores dirigit pel sultà Abdul Hamid II. La seva tesi doctoral tracta sobre els cultes d'Arcàdia i la seva gènesi. Ensenyà geografia de 1896 a 1914 a l'Escola superior de marina i a l'Escola pràctica d'alts estudis. Senador del Jura de 1920 a 1931, fou president de la Comissió d'afers exteriors del Senat fins al 1929.

## Labor
Amb la seva traducció en prosa rítmica de l'Odissea, va fer una contribució significativa al renaixement de la filologia a França, al si de l'Associació Guillaume Budé.
Inspirat per l'èxit excepcional de Heinrich Schliemann en l'arqueologia, va emprendre la recerca, mitjançant una reconstrucció de les condicions de navegació antigues, de les ribes de Mediterrani freqüentades per Ulisses, l'heroi d'Homer, utilitzant a tal fi el seu propi vaixell, amb el que seguí les indicacions donades a l'Odissea.

## Crítiques de les seves investigacions sobre l'Odissea
Si les investigacions, les hipòtesis i les idees de Bérard sobre l'Odissea són sempre estimulants i plausibles, les seves demostracions han estat objecte de critiques des de decennis, atesos els coneixements adquirits posteriorment sobre la Grècia arcaica, posant en evidència la anacronisme dels mètodes del traductor de l'Odissea. Així, Bérard va utilitzar el seu propi navili per refer el periple d'Ulisses, un vaixell evidentment modern i utilitzant tècniques desconegudes pels grecs de l'antiguitat. Per altra banda, quan busca localitzar detalls també precisos de la gruta de Calipso, Bérard parteix de la premissa que Homer no hauria inventat res i que sempre hauria descrit llocs reals, el que és discutible. Malgrat tot, «el seu nom resta lligat, observa Jean-Pierre Thiollet a Je m'appelle Byblos, a les investigacions de "geografia odisseica", a les quals dedicà els seus esforços, amb més o menys fortuna, per identificar els llocs descrits per Homer».

## Obres

### Assajos
- Victor Bérard et Martin Melkonian - La Politique du Sultan - Les massacres des Arméniens : 1894-1896 (1897), coll. Les Marches du Temps
- Victor Bérard - La révolte de l'Asie, Paris, Librairie Armand Colin, 1904.
- Victor Bérard - L'Empire Russe et le Tsarisme, Paris, Librairie Armand Colin, 1905.
- Victor Bérard - Révolutions de la Perse : les provinces, les peuples et le gouvernement du roi des rois. Paris : Librairie Armand Colin, 1910
- Victor Bérard – La France d'Afrique. Vers Le Sahara (1911), in La Revue de Paris
- Victor Bérard, La Mort de Stamboul 1913
- Victor Bérard — Un mensonge de la science allemande. Les « Prolégomènes à Homère » de Frédéric-Auguste Wolf (1917, deuxième édition), éd. Hachette et Cie, Paris, In-12 broché, 288 p.
- Victor Bérard, Les Phéniciens et l'Odyssée (1902-1903, rééd. 1927), éd. Armand Colin, Paris
- Victor Bérard, Les navigations d'Ulysse en 4 vol. : I. Ithaque et la Grèce des Achéens; II. Pénélope et les barons des îles; III. Calypso et la mer de l'Atlantide; IV. Nausicaa et le retour d'Ulysse (1927-1929, rééd. 1971), éd. Armand Colin, Paris
- Victor Bérard - L'Odyssée d'Homère. Etude et analyse. (1931) Paris, Mellotée éditeur
- Victor Bérard, La Résurrection d'Homère en 2 volumes I.Au temps des héros, II. Le drame épique, éd. Bernard Grasset 1930
- Victor Bérard, Dans le sillage d'Ulysse, album odysséen avec des photos de Frédéric Boissonnas (1933, posth.), éd. Armand Colin, Paris

### Traducció d'Homer
- L'Odyssée (trad. du grec ancien par Victor Bérard), Éditions Gallimard, 1993),, (1re éd.) ISBN 2-07-010261-0)